# Kreditformidler
En kreditformidler er en fysisk eller juridisk person, der ikke optræder som kreditgiver, og som mod betaling af et honorar som led i udøvelsen af sin erhvervsmæssige virksomhed:
- præsenterer kreditaftaler for forbrugere eller tilbyder kreditaftaler til forbrugere,
- bistår forbrugere ved at udføre andet forberedende arbejde med henblik på at indgå en kreditaftale, eller
- indgår kreditaftaler med forbrugere på kreditgiverens vegne.[1]

Begrebet er meget velkendt i England samt Sverige og Norge, hvor størstedelen af forbrugslån optages via online-kreditformidlere.
I forbindelse med en ændring i retsplejeloven ultimo 2014, der gjorde det muligt at tvangsfuldbyrde digitalt underskrevne dokumenter uden behov for, at en låntager skal underskrive et fysisk gældsbrev, er brugen af onlinebaserede kreditformidlere taget til på det danske marked.

## Typer af kreditformidlere
Der findes to typer kreditformidlere: fysiske og online-kreditformidlere.

### Fysiske kreditformidlere
Fysiske kreditformidlere markedsfører andre virksomheders kreditprodukter mod at få betaling eller anden aftalt finansiel modydelse. Kreditformidlere kan fx være bilforhandlere, håndværkere, tandlæger, kirurgiske klinikker, detailhandlere, internetbutikker og andre, som markedsfører lån til køb af deres varer eller tjenesteydelser. Det kan blandt andet ske i annoncer, tilbudsaviser, brochurer, på hjemmesider eller i et fysisk butikslokale.

### Online kreditformidlere
En online kreditformidler tilbyder en service, typisk via en hjemmeside. Der findes flere former. I en variant bliver låntager oplyst om lånevilkårene, anmoder herefter via en långivers system om lån og får direkte besked fra långiver. I en anden udgave får en låntager mulighed for at indhente tilbud fra en række långivere med henblik på at finde det bedste lån.

## Afgrænsning
Grænsen for, hvornår en virksomhed beskæftiger sig med kreditformidling, kan være flydende. I januar 2016 afgjorde Forbrugerombudsmanden, at en dansk prisportal var en kreditformidler, fordi portalen markedsfører kreditaftaler i form af forbrugslån. Afgørelsen havde betydning, fordi kreditformidlere er omfattet af en række krav om finansielle oplysninger, som prisportalen på det pågældende tidspunkt ikke levede op til. Prisportalen var uenig i afgørelsen, men tilpassede dog sin hjemmeside i overensstemmelse med forbrugerombudsmandens afgørelse.